# 100 litraa sahtia
100 litraa sahtia («100 litros de sahti») es una película de comedia negra de 2024 dirigida por Teemu Nikki sobre dos hermanas que beben 100 litros del famoso sahti de su familia antes de tener que reponerlo rápidamente para una boda. La película se estrenó en el 19.º Festival de Cine de Roma y se estrenó ampliamente en Finlandia el 28 de marzo de 2025.

## Sinopsis
A Taina y Pirkko, dos hermanas conocidas por ser las mejores cerveceras de sahti de la ciudad, se les pide que preparen 100 litros para la boda de su otra hermana, Päivi. Sin embargo, Taina y Pirkko viven con el alcoholismo, en parte debido a la culpa que sienten por un accidente automovilístico que lesionó a Päivi muchos años antes. Después de trabajar para preparar la cerveza, la beben toda poco antes de la boda y, mientras sufren la resaca resultante, intentan encontrar formas de conseguir otros 100 litros a tiempo.

## Reparto
Fuente:
- Elina Knihtilä como Pirkko.
- Pirjo Lonka como Taina.
- Ville Tiihonen como Hauki.
- Ria Kataja como Päivi.

## Producción
La película está ambientada en Sysmä, la pequeña ciudad natal del director Teemu Nikki, y Nikki dice que, a pesar de haberse mudado décadas antes, siempre le contaba a la gente «historias salvajes» sobre la ciudad. Su familia también hacía sahti, del que, según él, «están muy orgullosos». No le gusta el estilo de «película rural» hecha en Finlandia sobre lugares como Sysmä, y decidió darle su propio toque al escribir 100 litraa sahtia, comparando la historia resultante con un wéstern; Nikki y el productor Jani Pösö también pensaron que a pesar de sus diferencias con su estilo habitual de cine, seguía siendo oscuro y divertido. Nikki dijo que gran parte del humor reside en las cosas realistas, con diálogos inherentemente divertidos dichos con convicción, y que tratar temas oscuros con comedia demuestra «que la humanidad aún tiene algún tipo de esperanza».
Nikki originalmente imaginó su historia con personajes principales masculinos, pero vio una obra protagonizada por Elina Knihtilä y Pirjo Lonka y supo que tenía que elegirlas, diciendo: «Con estas mujeres no se juega. Exigen respeto y son duras, aunque llevan consigo esa oscuridad». Nikki buscó a las actrices porque sabía que podía confiar en ellas para «interpretar este tipo de papel, porque no es tan fácil [...] ser muy vulgar y gracioso, pero también adorable y realista». Nikki, que solía escribir papeles específicos para ciertos actores, volvió a hacerlo, consiguiendo que Knihtilä y Lonka se unieran al proyecto antes de la producción. Después de unirse, pasó un año y medio escribiendo la película, trabajando en colaboración con ellas después de cada borrador.
Trabajaron con la compañía italiana I Wonder y debido a eso la producción pudo incorporar a Marco Biscarini, quien estudió con Ennio Morricone, como compositor.

## Lanzamiento
La película tuvo su estreno mundial en la selección oficial en octubre de 2024 en el 19.º Festival de Cine de Roma, después de aparecer en la selección de la industria en el mercado de cine del Festival Internacional de Cine de Toronto de 2024 en septiembre. Para el estreno en Italia, los realizadores enviaron veinte litros de sahti sin fermentar a Roma, antes de elaborarlo en la embajada de Finlandia allí para servir y «presentar esta bebida al mundo entero»; Pösö llegó tarde a una rueda de prensa para la película porque estaba comprando una maleta para el sahti. Planearon hacer lo mismo en el Festival de Cine Noches Negras de Tallin en noviembre de 2024.